# تاریخ هند

حوزه نفوذ فرهنگ هند (هند بزرگ)

کشور هندوستان دارای پیشینهٔ قابل توجهی است. قدمت انسان در شبه‌قارهٔ هند به دویست تا چهارصد هزار سال قبل می‌رسد. در دوران قدیم هندی‌ها زمان موعظهٔ بودا و لشکرکشی داریوش را دو مبدأ برای تعیین تاریخ خود می‌دانستند، و اهمیت استیلای ایران در این زمان بر قسمت‌هایی از هند به اندازه‌ای در تاریخ عهد قدیم هند مهم بوده که هندی‌ها زمان موعظه بودا و این لشکرکشی را دو مبدأ برای تعیین تاریخ خود دانسته‌اند.

## سپیده‌دم تاریخ
نخستین تمدن بزرگ به معنای واقعی آن، تمدن حوزهٔ رود سند با قدمت نزدیک به سه هزار سال پیش از میلاد است که به تمدن درهٔ سند معروف است که وسیع‌ترین گسترهٔ تمدنی زمان خود بوده و با تمدن شهر سوخته در ایران همزمان است و مراودات نزدیک داشته‌است و تقریباً پس از ورود آریایی‌ها میان سال‌های ۲٬۰۰۰ تا ۱٬۸۰۰ پیش از میلاد، هر دو از میان رفته‌اند.
ورود آریایی‌ها به هند در فرهنگ دین و ادبیات و سیستم اجتماعی این سرزمین نقش بسیار مهمی داشته‌است که از آن جمله می‌توان به شکل‌گیری سانسکریت اولیه، تدوین متون مقدس هندویی و سیستم طبقاتی جامعهٔ هند اشاره نمود.
در دورهٔ هخامنشی، قلمرو سلطنت داریوش کبیر تا پنجاب گسترش یافت و صنعت‌گران، پیشه‌وران و بازرگانان از هند به ایران و بالعکس رفت‌وآمد داشتند؛ و حتی در برخی از جنگ‌های میان ایران و یونان باستان لشکریان هندی بخشی از سپاه هخامنشی را تشکیل می‌دادند. در دورهٔ اشکانیان نیز، مهرداد اول نواحی پنجاب را ضمیمهٔ قلمرو پادشاهی خود کرد.
اسکندر میان سال‌های ۳۲۷ تا ۳۲۶ پیش از میلاد به هندوستان حمله کرد ولی ناکام ماند.

## دوران هندویی
اولین دوران امپراتوری هند با حکومت سلسله موریا بین سال‌های ۳۲۶ تا ۲۰۰ قبل از میلاد شکل گرفت. قدرتمندترین حاکم تاریخ هند تا قبل از گورکانیان، آشوکای بزرگ نام دارد که سومین شاه این سلسله‌است. سیستم اداری از هخامنشیان ایران الهام گرفت. آثار بسیار مهم حجاری این دوره مانند پیکرهٔ چهار شیر (نماد ملی هند) بسیار تحت تأثیر حجاری تخت جمشید است.
دومین سلسلهٔ قدرتمند به نام گوپتا از سال ۳۲۰ تا ۵۵۰ میلادی در شمال هند حاکمیت داشته و برخلاف موریاها، حکومت بر مبنای ایجاد حاکمان محلی را بر حکومت مرکزی ترجیح می‌داده‌است. در این دوران که به تاریخ کلاسیک هندویی شناخته می‌شود، این آیین شکل متحدتری گرفت و اولین معابد هندوئی به سبک حاضر در این دوران تأسیس شد.
پس از گوپتاها تا قرن سیزدهٔ میلادی حکومت‌های زیادی در شمال هند با درگیری، شکست و پیروزی یکی پس از دیگری بر روی کار آمدند. با توجه به عدم قدرتمندی این حکومت‌ها، جنوب هند امنیت و آرامش بیشتری نسبت به شمال داشت و سرگرم تعامل و تجارت با اعراب مسلمان و منطقه جنوب آسیا بود و نقش مهمی در روابط خاورمیانه با خاور دور ایفا می‌کرد.

## پارس‌ها در تاریخ هند
پارس‌ها در حدود سال ۵۱۲ پ. م قسمتی از غرب رودخانهٔ سند را ضمیمهٔ امپراتوری هخامنشی نمودند و از روی این رودخانه نیز گذشته‌اند.
آثار مستند به جای مانده از دورهٔ هخامنشیان مانند نقش‌ها و کتیبه‌های تخت جمشید نشان‌دهندهٔ گسترش قلمرو حکومت ایران در غرب هند است و بیانگر آن است که بخش‌هایی از غرب هند در این عهد خراجگزار حکومت مرکزی ایران بوده‌است.
اولین بار کوروش با فتح باختر یا بلخ به شبه‌قارهٔ هند نزدیک شد، به دلیل کمبود منابع تاریخی نمی‌توان مرزهای شرقی فتوحات کوروش را به‌طور دقیق تعیین کرد؛ دامنهٔ مسئولیت‌ها و قلمرو نفوذ ساتراپی باختر به قلمرو سرزمین‌های همسایه نیز کشیده می‌شده‌است؛ و پس از او داریوش در۵۱۷ پ. م شمال غربی هند را تصرف نمود.
شاید اولین‌بار مورخان یونانی مانند استرابو و هردودت باشند که دربارهٔ ساتراپی هیندوش و ارتباط فرهنگی و هنری هند و ایران مطالبی را ارائه داده‌اند. هنر معماری عصر هخامنشی در شکل‌گیری آثار موریایی هند تأثیر قابل اثباتی داشته‌است.

### آغاز فتح سرزمین‌های شرقی ایران به‌ویژه هند توسط داریوش هخامنشی
به دلیل نبود منابع تاریخی کافی نمی‌توان مرزهای شرقی فتوحات کوروش را به‌طور دقیق تعیین کرد. محتمل است مرزهای یادشده تا قندهار و ناحیهٔ پیشاور گسترش داشته، هرچند برخی معتقدند عملیات نظامی که بعدها داریوش با شورشیان آن نواحی داشت، نشان می‌دهد که سپاهیان ایران به‌طور کامل از کابل فراتر نرفته بوده‌اند. به هر روی در هر صورت عملیات نظامی داریوش در آغاز سلطنتش در اندک زمانی نه‌تنها به فتح قندهار منجر شد، بلکه دامنهٔ فتوحات بعدی وی به سراسر نواحی غرب هند و جلگه سند تا مصب آن نیز رسید.
داریوش پس از سرکوب تمامی قیام‌ها و شورش‌ها در آغاز پادشاهی خود و تثبیت اقتدار خود بر سراسر امپراتوری، درصدد فتوحات جدید برآمد. در حدود ۵۱۷ پ. م، او شمال غرب هند را به تصرف خود درآورد. بیشترین تعداد ملل تابع و تحت سلطهٔ هخامنشیان در اواخر حکومت داریوش اول بوده‌است که نمایندگان آن‌ها به صورت نقش برجسته تخت داریوش را در آرامگاه او در نقش رستم حمل می‌کنند و تعداد آن‌ها ۳۰ نفر بوده‌است که به فهرست بیست و سه‌گانهٔ داریوش در بیستون این هفت ملل و کشورهای تحت سلطهٔ هخامنشی اضافه شده‌اند: ۱- قندهاری ۲- هندی ۳- سکایی‌ها ۴- یونانی‌ها ۵- تراکیایی‌ها ۶- اتیوپیای‌ها ۷- کاری‌ها. اهمیت استیلای ایران در این زمان بر قسمت‌هایی از هند به اندازه‌ای در تاریخ عهد قدیم هند مهم بوده که هندی‌ها زمان موعظهٔ بودا و این لشکرکشی را دو مبدأ برای تعیین تاریخ خود دانسته‌اند. در دوران قدیم هندی‌ها زمان موعظه بودا و لشکرکشی داریوش را دو مبدأ برای تعیین تاریخ خود می‌دانستند.
طی سال‌های ۶۵۰ تا ۳۲۵ پ. م امپراتوری ماگادها در ایالت بهار یا بیهار کنونی تأسیس شد و به تدریج آیین‌های بودا و جین و زبان و خط سانسکریت رواج یافت. این امپراتوری در سال ۳۲۵ پ. م به دست ساندرا گوتوس یا چاندا گوپتا سرنگون شد. در همین محدوده زمانی داریوش در سال ۵۱۸ پ. م به هند حمله برد و درهٔ سند را به امپراتوری بزرگ خود اضافه کرد.
داریوش در حدود سال ۵۱۲ ق. م از رودخانهٔ سند گذشته و قسمت‌هایی از اطراف سند را ضمیمهٔ امپراتوری هخامنشی نمود و ساتراپی هیندوش را تأسیس کرد. تسخیر پنجاب و درهٔ سند برای ایران زمان داریوش اول مهم بود، زیرا هند از زمان‌های خیلی قدیم کشوری ثروتمند و پرجمعیت به‌شمار می‌رفت.
اسمیت متخصص تاریخ قدیم هند معتقد است امپرتوری چاندرا گوپتا پدر بزرگ آشوکا یک ساتراپ پارسی بود که سال‌ها با دستگاه عظیم امپراتوری هخامنشی آشنایی و مراوده داشت و تحت تأثیر این امپراتوری چنین حکومتی را تأسیس نموده‌بود؛ بنابراین او از بومیان هند نبود بلکه چاندرا کوپتا یک پارسی و یک ایرانی بود.
امپراتوری موریای هند پس از آشوکا رو به زوال نهاد، و دودمان یسونگا که بیشتر بر حوضهٔ رود گنگ تسلط داشت بر سرکار آمد؛ و پس از آن در سال‌های ۷۵ تا۲۵ ق. م خاندان کانوا به حکومت رسیدند. پس از این‌ها کوشانشاهان یا یوئه‌چی‌ها که ایرانی‌تبارانی از ختن و تبت بودند، هند را تصرف کردند و کشور مستقلی بنا نهادند.

## شاهان سکایی هند
از اقوام مهاجر سک گروهی در بخش جنوب ایران ساکن گردیده بوده‌اند و در تماس متمادی با حکومت‌های مجاور و ساختار سیاسی آنان در نهایت خود آنها هم دست به تشکیل حکومت نیز زدند. نام اولین شاه سکایی هند، موگه می‌باشد که در کتیبه‌ها نام او ذکر شده‌است. جانشینی او را نیز اقوام اشکانی- سکایی ایرانی بر عهده داشته‌اند که در منطقه ای به مرکزیت قندهار حکومت می‌کردند.

## دوران فرمانروایی مسلمانان

### فتوحات اولیهٔ اسلامی
اولین تماس اسلام با آسیای جنوبی، سال هفتصد و یازدهٔ میلادی است که مسلمانان تا کنارهٔ رود سند که هم‌اکنون در پاکستان است پیش آمدند. اما فتح هندوستان و نفوذ گسترهٔ اسلام در آن سرزمین در دورهٔ غزنویان آغاز شد. در اواخر قرن دهم میلادی سبکتکین، سردودمان این دودمان، نخستین جنگجوی مسلمان بود که کابل و بخشی از قلمرو راجگان در پنجاب را به تصرف خود درآورد. در سال ۱۰۰۵ میلادی سلطان محمود غزنوی به هندوستان تاخت و تا پایان عمرش ۴۲۱ ه‍.ق (۱۰۲۷ م) بالغ بر ۱۵ تا ۱۷ بار به شمال هند حمله کرد. او پس از هر حمله به پایتختش غزنه بازمی‌گشت و نخواست یا نتوانست حکومتی پایدار در این منطقه بنا نهد. مهم‌ترین رویداد این دوران سفر ابوریحان بیرونی به هند بود که حاصل آن اثر باارزش «ماللهند» است.
تا قرن سیزدهم تاخت و تازهای زیادی به هند صورت می‌گرفت، اما چندان ماندگار نبودند، تا اینکه در این زمان مسلمانان شهر دهلی را تصرف کردند و اولین حکومت مسلمانان، به نام دوران سلطنت یا غلامان مسلمان را بنیان گذاشتند و اسلام رسماً بر هند حاکم شد.
حملهٔ اولیهٔ تاتارها به شمال هندوستان در اواخر قرن چهاردهم یعنی به سال ۱۳۹۸ میلادی صورت گرفت؛ تیمور گورکانی در این سال به هند حمله و تا دهلی پیش تاخت و آن شهر را غارت و سکنه‌اش را قتل‌عام کرد. سپس به موطنش در آسیای مرکزی بازگشت.

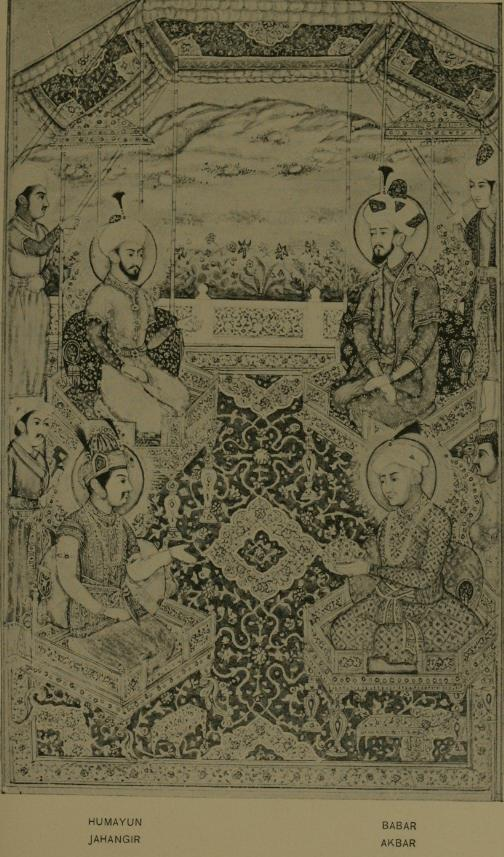
جهانگیر (سمت چپ) و اکبر (سمت راست) دو پادشاه امپراتوری گورکانی هند

### گورکانیان هند
در سال ۱۵۲۶ «بابر» از نوادگان تیمور بر هند تسلط یافت و دودمان گورکانیان یا امپراتوری مغولی هند را بنیان گذاشت. این سلسله از ۱۵۲۶ میلادی تا ۱۸۵۷ میلادی در بخش بزرگی از شبه‌قارهٔ هند فرمانروایی کرد. حکمرانان این سلسله به تدریج تمامی شبه‌قاره را تحت فرمان گرفتند، اما پس از مدتی بخش‌هایی از جنوب هند از اختیار آنان خارج شد. این سلسله در نیمهٔ سدهٔ ۱۷ میلادی و در زمان شاه جهان بزرگ‌ترین و ثروتمندترین امپراتوری جهان بود. این سلسله در دورهٔ اورنگ زیب آخرین دوران طلایی و باشکوه امپراتوری‌های اسلامی به‌شمار می‌رود. در سال ۱۷۳۹ میلادی با حملهٔ نادرشاه افشار به هندوستان مقدمات انقراض این امپراتوری فراهم شد و در سال ۱۸۵۷ پس از سال‌ها نبرد سرانجام کمپانی هند شرقی توانست این امپراتوری را منقرض کرده و سرزمین‌های آن را تصرف کند. به این ترتیب هند که در روزگار اکبرشاه و شاه‌جهان و اورنگ‌زیب سیر تمدن، شکوه و اقتدار را آغاز کرده بود رو به ضعف نهاد.

## دوران نفوذ و تسلط اروپایی
دورهٔ استعمار انگلستان در هند حدود یک قرن و نیم از ۱۸۰۰ تا ۱۹۴۷ میلادی طول کشید. نفوذ و تسلط انگلستان در دو مرحله جلوه‌گر شد؛ نخست از طریق تلاش کمپانی هند شرقی در به دست آوردن اجازهٔ فعالیت‌های بازرگانی و اخذ امتیازات از حکمرانان محلی یا مرکزی که به تصرف سرزمین هند بجز پنجاب، سند و کشمیر و سقوط گورکانیان انجامید و سپس جایگزین شدن دولت انگلستان و اعلام انضمام رسمی هندوستان به مستعمرات و متصرفات بریتانیا.
در سال ۱۵۱۰ میلادی پرتغالی‌ها به عنوان اولین مهاجمان اروپایی بر «جاوه» دست یافتند و در گوا مستقر شدند. هنگامی که طوایف «مرآتی» و «سیک» علیه حکومت پادشاهان گورکانی قیام کردند، بریتانیایی‌ها و فرانسوی‌ها در قرن ۱۸ مناطقی برای خود از هند جدا کردند، پس از پیروزی «روبرت کلایف» بر «دیلکس» افسر فرانسوی، افراد بریتانیایی در هند بیشتر شدند؛ و وارن هستینگز فرمانروای بریتانیایی بنیاد حکومت بریتانیای کبیر را در هند استوار گردانید.
دولت بریتانیا بر اثر شورش‌های سال ۱۸۵۷ میلادی در هند، کمپانی هند شرقی بریتانیا را که گردانندهٔ هند بود منحل کرد و به این سرزمین خودمختاری داده شد. در سال ۱۸۷۷ ملکه ویکتوریا امپراتور بریتانیا به هند دعوت شد. در آن دوران نمایندهٔ مخصوص ملکه که از طرف حکومت بریتانیا تعیین می‌شد، بر هند فرمانروایی می‌کرد، و یک هیئت (اجرائی) مرکب از افراد عالی‌رتبهٔ دولت بریتانیا او را راهنمایی می‌کردند. به تدریج عده‌ای از رهبران هندی در سال ۱۸۸۴ دستجات و سازمان‌های ملی را تشکیل دادند که هدف اصلی آنان رسیدن به استقلال تام بود. در سال‌های ۱۹۰۶ تا ۱۹۱۵، دولت بریتانیا ناچار شد که ادارهٔ بعضی از امور کشور را به مردم هند واگذار نماید.
در این هنگام بود که رهبر بزرگ جنبش استقلال هند، ماهاتما گاندی قیام کرد و علیه استبداد بریتانیا به مبارزه پرداخت، اگرچه «گاندی» با یارانش چند مرتبه زندانی شد ولی باز به مبارزات خود ادامه داد تا در سال ۱۹۳۰ تا ۱۹۳۳ دولت بریتانیا زعمای هند را به کنفرانس میزگرد دعوت نمود، لکن از مذاکرات آن کنفرانس نتیجه به دست نیامد.
در آغاز جنگ دوم جهانی فرمانروایان بریتانیا در هند حکومت نظامی اعلام کردند و در حدود دو میلیون هندی را به سربازی دعوت نمودند و آن‌ها را به جبههٔ جنگ فرستادند. پس از تجاوز ارتش ژاپن در سال ۱۹۴۲ به کشورهای سیام و مالایا و برمه، اختلاف شدیدی در میان سران هند و سران مسلمانان هند که رهبر آن‌ها محمدعلی جناح بود به وجود آمد. قصد مسلمانان این بود که کشوری مرکب از مناطق مسلمان هند تشکیل دهند. در آن هنگام که حزب کارگر (بریتانیا) حکومت را به دست گرفت و هیئت وزیران خود را تشکیل داد، حکومت بریتانیا قوانینی وضع نمود که به‌موجب آن به هند و سیلان و پاکستان استقلال داده شد. در ماه اوت ۱۹۴۷ م. آخرین سرباز بریتانیایی خاک هند را ترک گفت، و در تاریخ ژانویهٔ ۱۹۵۰ هند حکومت جمهوری مستقل خود را اعلام نمود و به عضویت اتحادیهٔ کشورهای مشترک‌المنافع بریتانیا درآمد.

## دوران پس از استقلال
هند در تاریخ ۱۹۵۲ برنامه‌های پنجسالهٔ خود را برای عمران و آبادانی شروع کرد، ولی روابط آن کشور با همسایهٔ خود پاکستان بر سر مسئلهٔ کشمیر رو به وخامت نهاد و همچنین با کشور چین در مسائل مرزی اختلاف نظر پیدا کرد. البته پس از آنکه چین در تاریخ ۱۹۵۹ بر تبت مستولی شد و تجاوزات مرزی خود را به خاک هند آغاز کرد، ناحیهٔ ماکماهون خط مرزی بین چین و هند شد. در تاریخ ۳۱ اکتبر ۱۹۶۱ م. هند همسایهٔ خود را به تجاوزهای پیاپی به پادگان‌های نظامی متهم ساخت و در تاریخ ۱۸ دسامبر ۱۹۶۱ نیروهای هند مستعمرات پرتغال را که شامل «داماو» و «جوا» و «دیو» واقع در ساحل غربی بود، به تصرف درآوردند. سپس در تاریخ اکتبر ۱۹۶۲ نیروهای چین به مرکز «لونجو» حمله کردند و مناطق شمال شرقی هند را اشغال نمودند و با نیروهای هند به زد و خورد پرداختند. نیروهای هند در این جنگ آسیب دیدند، و چون در برابر سربازان چین تاب نیاوردند عقب‌نشینی کردند و منطقهٔ لاداخ واقع در شمال شرقی و قسمت‌های دیگر مرزی تبت در نواحی شمال شرقی به تصرف نیروهای چین درآمد، و سربازان هند به‌طرف «نامکاشو» واقع در جنوب «ماکماهون» عقب نشستند؛ و همچنین پادگان‌های دیگری در نزدیک مرز کشمیر را تخلیه نمودند. ارتش هند بار دیگر به پیشروی خود ادامه داد و سه مرکز مهم دیگر را در نوار مرزی اشغال نمود.
در نوامبر ۱۹۶۲ کریشنامنون که وزیر جنگ هند بود از منصب خود استعفا کرد، و جواهر لعل نهرو نخست‌وزیر وقت شخصاً پست وزارت جنگ را به عهده گرفت. در هفتم نوامبر نیروهای چین مجدداً به اراضی هند تجاوز نمودند. در این هنگام بود که حکومت هند از کشورهای بریتانیا و ایالات متحده آمریکا و کانادا تقاضای کمک کرد که مقدار لازمی اسلحه و هواپیمای جدید به آن کشور بدهند. دولتهای مذکور درخواست هند را پذیرفتند. در ۱۶ نوامبر دولت چین حملات نظامی را دوباره به مرزهای هند آغاز کرد و خط دفاعی هند را در جبههٔ شرقی کوه‌های «هیمالایا» منهدم ساخت؛ و در ۱۹ نوامبر سربازان چین در طول ۳۵ کیلومتر به داخل خاک هند در امتداد رودخانهٔ «لوهیت» به‌طرف دشت‌های «آسام» پیشروی کردند. در بیستم نوامبر دولت چین قرارداد آتش‌بس را در سرتاسر مرزهای هند و چین اعلام کرد و تعهد کرد که نیروهای خود را تا اول دسامبر به داخل خاک چین در بیست‌کیلومتری خط مرزی که قبلاً آن را اشغال کرده بود، فراخواند و پیشنهاد کرد که منطقه‌ای غیرنظامی به فاصلهٔ بیست کیلومتر در بین دو کشور به وجود بیاید تا زمینه برای مذاکرات دو کشور در مورد اختلافات موجود فراهم شود. هند در این مذاکرات اصرار داشت که نیروهای چین به مواضعی که در ۸ سپتامبر در آن متمرکز بودند، عقب‌نشینی کنند. در ۲۶ نوامبر هند پیشنهادهای چین را در مورد آتش‌بس رد کرد، و روز بعد قرارداد کمک‌های نظامی را با دولت بریتانیا امضاء کرد. روز دهم دسامبر ۱۹۶۲ کنفرانس کلمبو به منظور رفع اختلافات مرزی دو کشور چین و هند تشکیل شد.
اختلافات مرزی دولت هند با پاکستان در منطقهٔ کشمیر هنوز برطرف نشده و یکی از نگرانی‌های قابل‌توجه جهان سیاست است.